# ザ・ニアネス・オブ・ユー (ヘレン・メリルのアルバム)
『ザ・ニアネス・オブ・ユー』(The Nearness of You) は、ヘレン・メリルの5枚目のスタジオ・アルバム。スタンダード・ナンバーの演奏から成るが、音源はミュージシャンの構成が全く異なる二つのセッションのものである。後から行われた1958年2月21日のセッションは、ピアニストのビル・エヴァンスやベーシストのオスカー・ペティフォードなど非常に高名なジャズ・ミュージシャンたちがフィーチャーされている。

## トラックリスト
1. バイ・バイ・ブラックバード (Bye Bye Blackbird) (モート・ディクソン（英語版）、アル・ヘンダーソン (Al Henderson） - 2:57
2. ホエン・ザ・サン・カムズ・アウト (en:When the Sun Comes Out)（ハロルド・アーレン、テッド・ケーラー） - 4:47
3. アイ・リメンバー・ユー (I Remember You)（ジョニー・マーサー、ヴィクター・シャーツィンガー（英語版）） - 2:11
4. 朝日のごとくさわやかに (en:Softly, as in a Morning Sunrise)（オスカー・ハマースタイン2世、シグマンド・ロンバーグ） - 3:19
5. ディアリー・ビラヴド (Dearly Beloved) (ジェローム・カーン、ジョニー・マーサー） - 2:07
6. サマータイム (Summertime)（ジョージ・ガーシュウィン、アイラ・ガーシュウィン、デュボース・ヘイワード（英語版）） - 3:28
7. オール・オブ・ユー (All of You)（コール・ポーター） - 3:33
8. アイ・シー・ユア・フェイス・ビフォア・ミー (en:I See Your Face Before Me)（ハワード・ディーツ（英語版）、アーサー・シュワルツ） - 2:39
9. レット・ミー・ラヴ・ユー (Let Me Love You) (ハーラン・ハワード（英語版）） - 2:48
10. ザ・ニアネス・オブ・ユー (The Nearness of You)（ホーギー・カーマイケル、ネッド・ワシントン（英語版）） - 4:06
11. ジス・タイム・ザ・ドリームズ・オン・ミー (en:This Time the Dream's on Me)（ハロルド・アーレン、ジョニー・マーサー） - 2:21
12. ジャスト・イマジン (Just Imagine)（ルー・ブラウン（英語版）、バディ・デシルヴァ（英語版）、アル・ヘンダーソン） - 3:21

## 評価
| 専門評論家によるレビュー            | 専門評論家によるレビュー |
| レビュー・スコア                    | レビュー・スコア         |
| 出典                                | 評価                     |
| ----------------------------------- | ------------------------ |
| Allmusic                            | [ 1 ]                    |
| The Rolling Stone Jazz Record Guide | [ 2 ]                    |

オールミュージック (AllMusic) のジョン・ブッシュ (John Bush) は、「息づかいのような雰囲気と、明るくダイナミックな歌いぶりを交互に見せるヘレン・メリルが、しばしばちょっとばかりやり過ぎるのが『ザ・ニアネス・オブ・ユー』であり、彼女のはっきりと特徴あるスタイルと強烈なパーソナリティは、スタンダード曲のスタンダードな歌い方に飽き飽きしているヴォーカルのファンに新鮮なものと映るだろう。... 彼女の力強い声は、時に彼女をトラブルに追い込み、息づかいを性急なものにしてしまい、しばしば奇妙な中途半端さが広がる ([a]lternately breathy and atmospheric or bright and dynamic, Helen Merrill often reaches a bit too far on The Nearness of You, though her distinct style and strong personality may be refreshing to vocal fans tired of the standard versions of standards. ... Her powerful voice occasionally gets her into trouble, breaking from breathy to brash and often occupying a rather awkward middle ground)」と述べている。ビル・エヴァンスの伝記作家であるピーター・ピッティンガー (Peter Pettinger) は、エヴァンスが参加したセッションについて、「メリルは、魅惑的に暖かく、彼女の声のトーンを角笛のように強烈に作り上げ、彼女が歌う歌詞を趣味よくコントロールされたビブラートで色付けていた (Merrill, enticingly warm, molded the intensity of her tone like a horn, coloring her line with a tastefully controlled vibrato)」と記している。彼はまた、メリル自身の言葉を、「ビルは素晴らしい伴奏者。でも、あんなにとても感じやすく、果てしなく音楽的な人なんだから、それも当然でしょ? (Bill was a wonderful accompanist. But is that any wonder since he was so very sensitive and endlessly musical?)」と引用している。

## パーソネル
トラック01, 03, 04, 05, 06, 08, 11:
- ヘレン・メリル - ヴォーカル
- マイク・シンプソン (Mike Simpson) - フルート
- ディック・マークス - ピアノ
- フレッド・ルンドキスト (Fred Rundquist) - ギター
- ジョニー・フリーゴ（英語版） - ダブルベース
- ジェリー・スロスバーグ (Jerry Slosberg) - ドラムス
- デイヴィッド・キャロル（英語版） - 編曲、指揮

トラック02, 07, 09, 10, 12:
- ヘレン・メリル - ヴォーカル
- ボビー・ジャスパー - フルート
- ビル・エヴァンス - ピアノ
- バリー・ガルブレイス（英語版） - ギター[4]
- オスカー・ペティフォード - ダブルベース
- ジョー・ジョーンズ - ドラムス
- ジョージ・ラッセル（英語版） - 編曲、指揮[5]
  - クレジット上は、ハル・ムーニー（英語版）が編曲者とされている[6]。